# Jules Croiset
Pour les articles homonymes, voir Croiset.
 (février 2019).
Jules Croiset, né Julien Gustave Croiset le 9 octobre 1937 à Deventer, est un acteur et écrivain néerlandais.

## Biographie
Issue d'une famille d'artistes, il est le petit-fils de l'acteur Jules Verstraete. Il est le fils de l'acteur et écrivain néerlandais Max Croiset et de l'actrice belge Jeanne Verstraete. Il est frère cadet de l'acteur Hans Croiset. Il est le beau-frère de l'écrivaine Agaath Witteman. Le père de des acteurs Vincent Croiset et Niels Croiset. Il fut le beau-père de l'actrice Tjitske Reidinga et de l'actrice Tina de Bruin. Il est le neveu de l'actrice belge Mieke Verstraete puis des acteurs Guus Verstraete, Bob Verstraete et Richard Flink. Il est le cousin des acteurs Coen Flink et Guus Verstraete jr.. Il est grand-père de quatre garçons,.

## Filmographie
- 1960 : De zaak M.P.
- 1962 : Drie zusters : Andrej Sergevich
- 1963 :  O, kijk mij nou : l'Agent Boot
- 1974 : Help! The Doctor Is Drowning de Nikolai van der Heyde : Docteur Angelino[8]
- 1976 : Peppi en Kokki
- 1978 : De mantel der liefde : Pasteur
- 1984 : De Witte Waan de Adriaan Ditvoorst[9]
- 1985 : De Leeuw van Vlaanderen de Hugo Claus, Stijn Coninx et Dominique Deruddere[10]
- 1988 : Amsterdamned de Dick Maas[11]
- 1991 : Intensive Care de Dorna van Rouveroy : Docteur Horvath[12]
- 1991-1993 : Medisch Centrum West (1991-1993) - Derk van der Linden
- 1992 : Meneer Rommel
- 1992-1993 : Vrienden voor het leven :  Meneer Van de Berg
- 1993 : $'Hoffman's honger : Wim Scheffers
- 1994 : De vlinder tilt de kat op : Docteur Felix
- 1999 : Nachtvlinder
- 2000 : Floortje : De Verteller
- 2001 : De middeleeuwen
- 2005-2006 : Lieve Lust : Vader Andy
- 2011 : Letter : Benjamin sr.
- 2013 : Doris : Vader Doris
- 2014 : Heer & Meester :  Pater Bentinck
- 2015 : Michiel de Ruyter de Roel Reiné : De Graeff[13]

## Livre
- 1989 : Met stomheid geslagen